# Fischbrunnen (Freiburg im Breisgau)

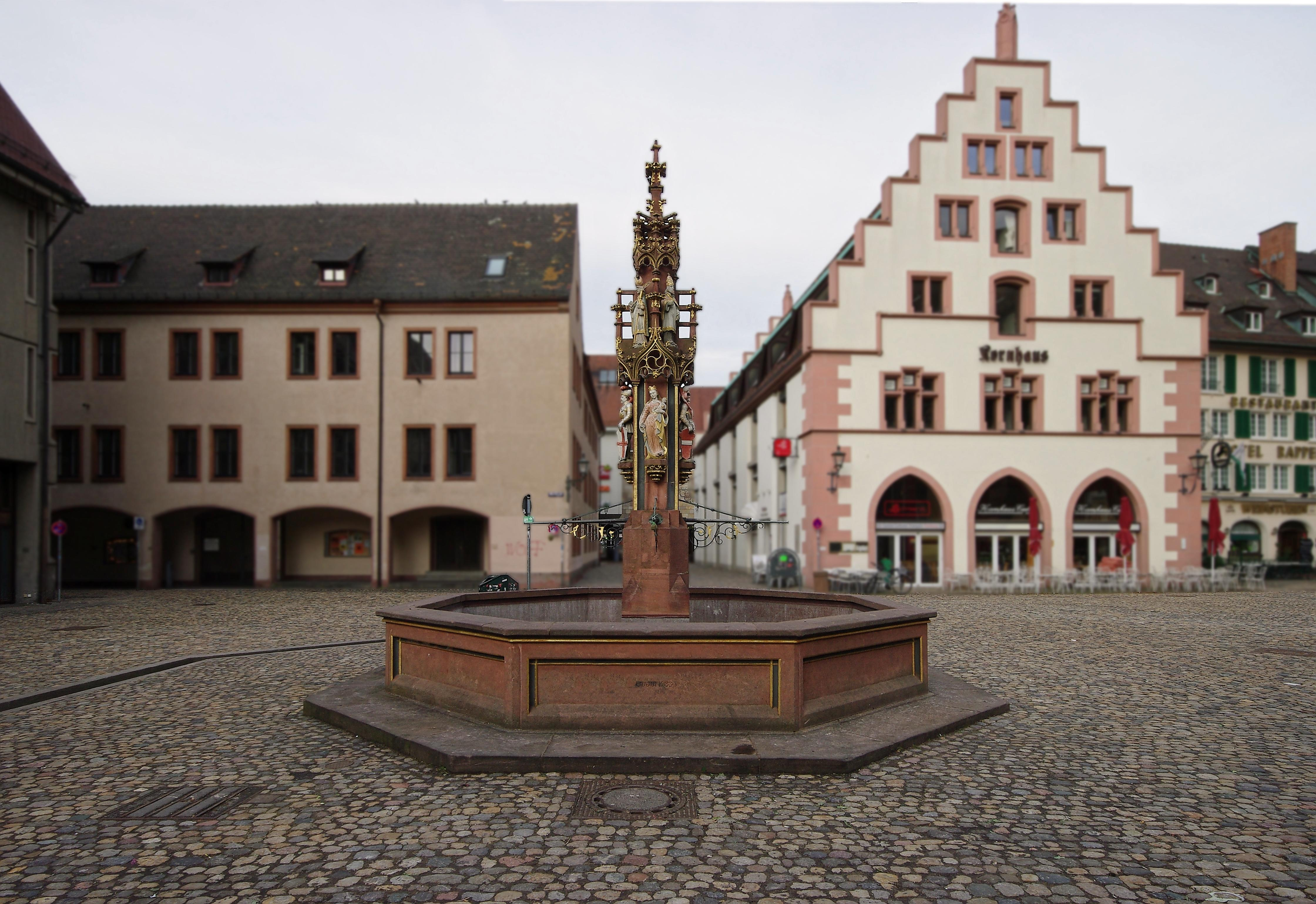
Der Fischbrunnen an seinem heutigen Standort vor dem Kornhaus (2010)

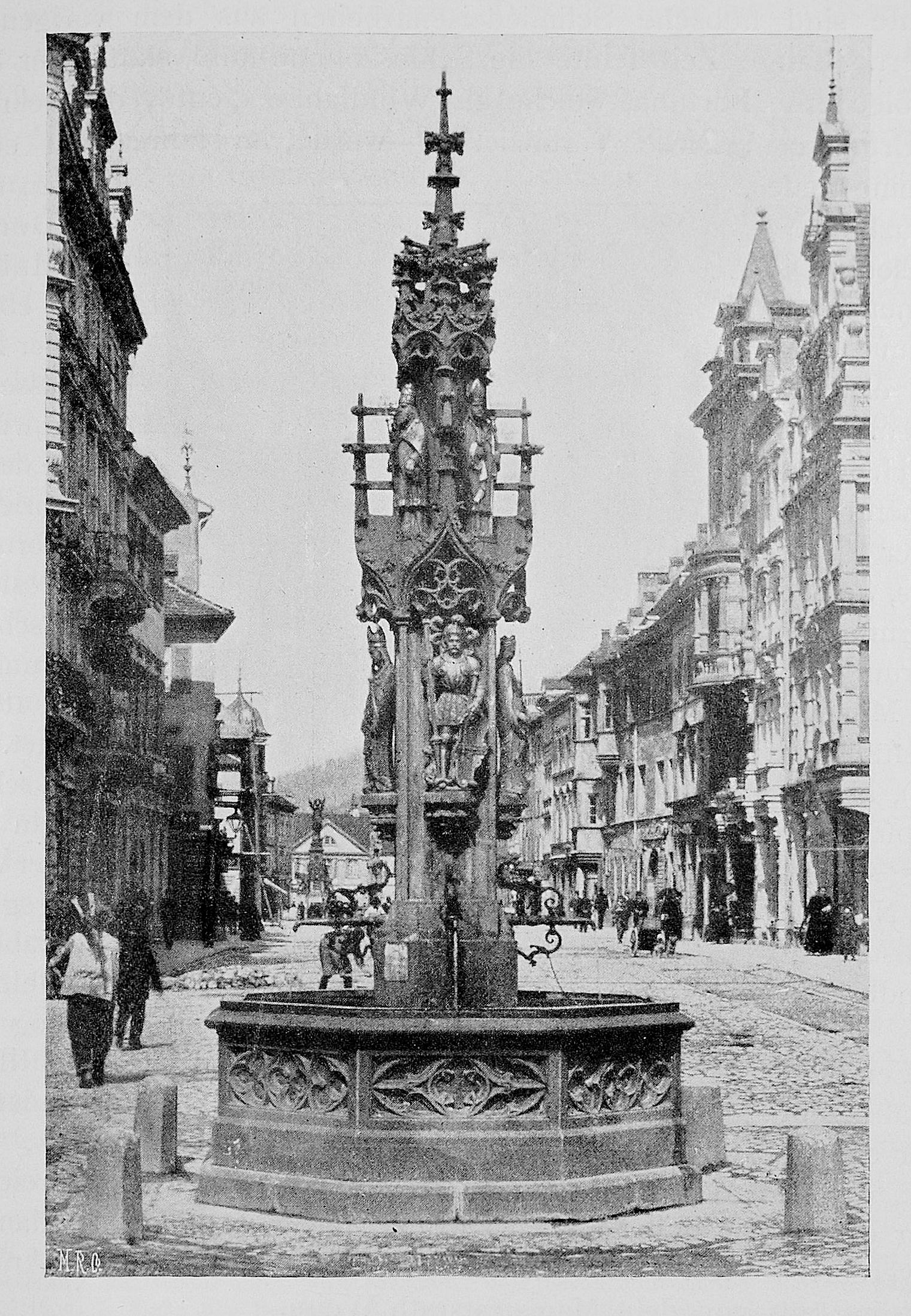
Der Brunnen 1898 an seinem zweiten Standort vor der Münstergasse

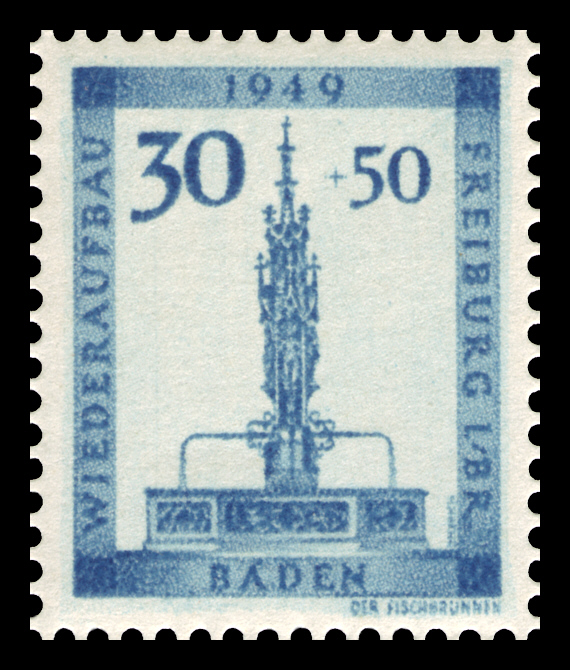
Badische Briefmarke von 1949 mit dem Fischbrunnen

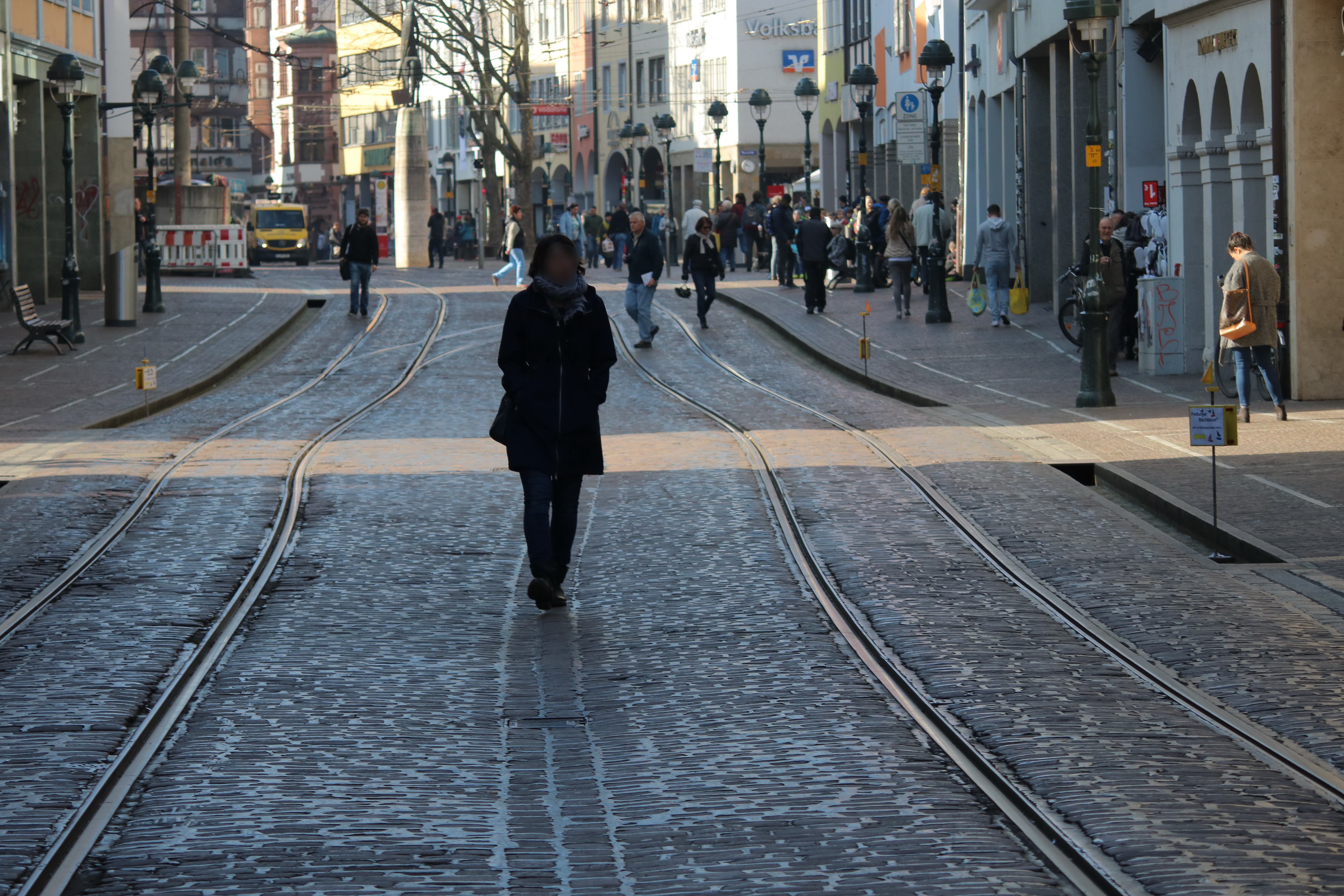
Schlenker der Straßenbahnschienen um den ehemaligen Fischbrunnen (bis 2017)

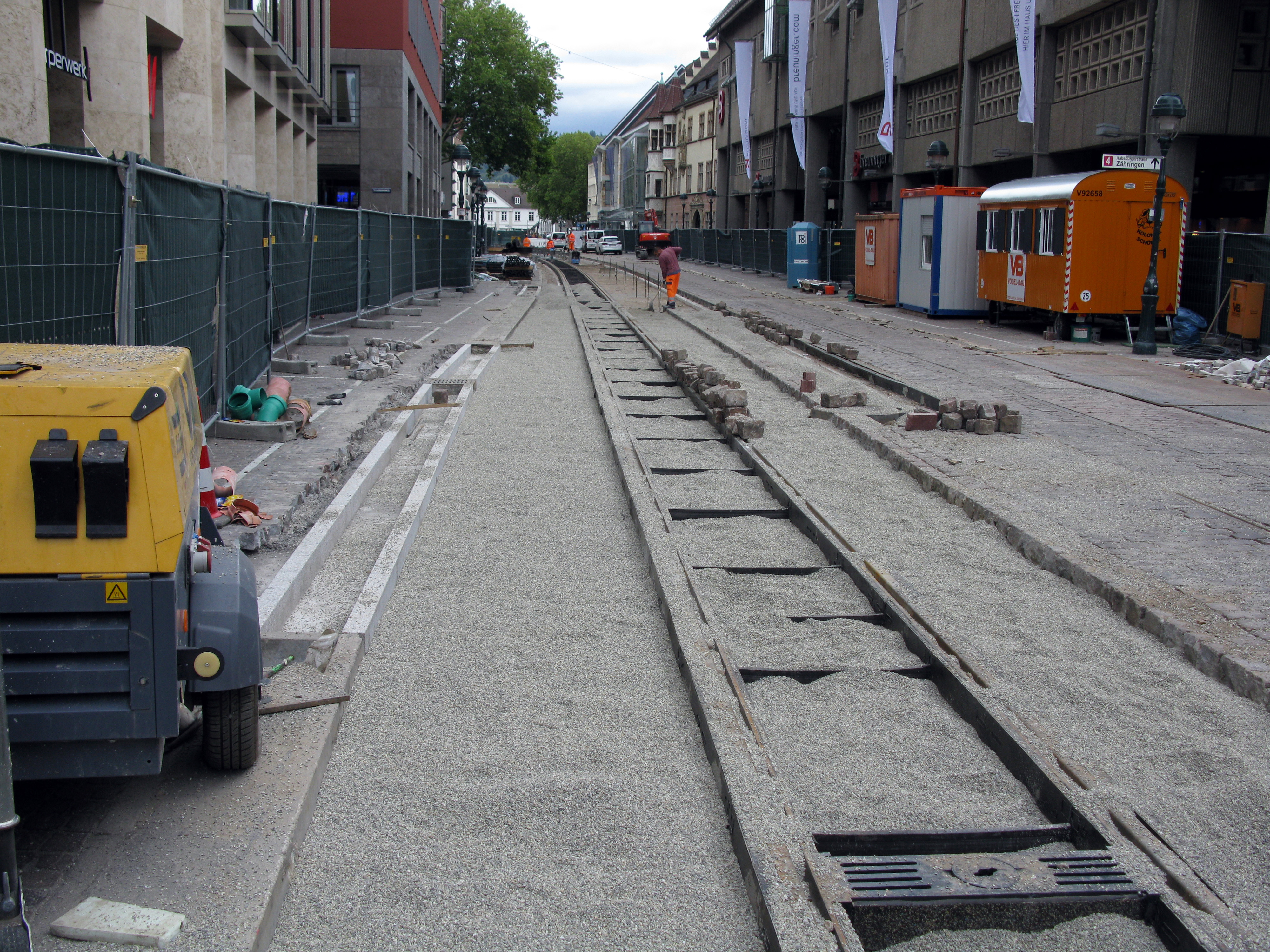
2017 wurden die Gleise begradigt, am Bächleverlauf ist noch die frühere Ausbuchtung zu sehen

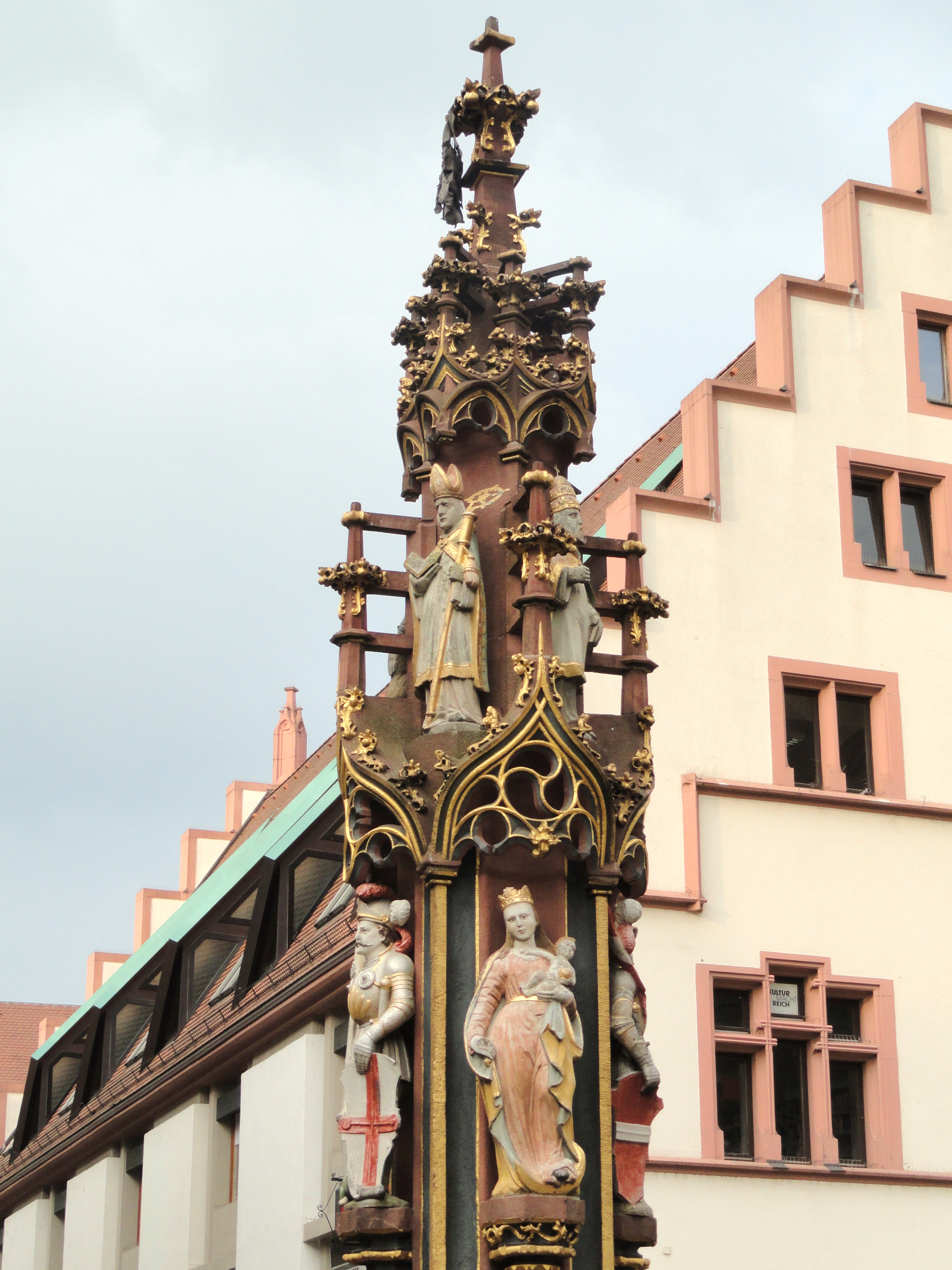
Fischbrunnen am heutigen Standort (Detail)

Der Fischbrunnen, der heute in der Nordwestecke des Münsterplatzes vor dem Kornhaus steht, ist der älteste und prachtvollste Brunnen der Stadt Freiburg im Breisgau.

## Geschichte
Der Fischbrunnen wurde an der Stelle eines erstmals 1446 erwähnten Brunnens 1483 von dem sonst nicht weiter bekannten Steinmetz Hans von Basel an der Kreuzung ▼ der Salzstraße mit der heutigen Kaiser-Joseph-Straße errichtet, die damals Große Gass hieß. An dieser Kreuzung trafen sich die historischen Wege von Nord nach Süd und von Ost nach West und bildeten den Mittelpunkt der Stadt. Dieser Brunnen gehörte zu den bereits bei der Stadtplanung berücksichtigten Standorten der öffentlichen Brunnen für Trinkwasser, ebenso wie der Georgsbrunnen auf dem Münsterplatz und die Brunnen bei Oberlinden und Unterlinden.
Der Fischbrunnen in der Stadtmitte wurde während der täglichen Marktzeiten als Marktbrunnen benutzt und galt als Symbol der städtischen Markthoheit, die 1120 durch Herzog Konrad I. (Zähringen) verliehen worden war. Der Brunnen diente auch dem Fischverkauf: Die zum Verkauf angebotenen Fische wurden von den Händlern in den Brunnentrog gesetzt.
1616 erhielt der Brunnen die durch Bertram von Berg geschaffenen Brunnenfiguren, wahrscheinlich als Ersatz für die ursprünglich vorhandenen Skulpturen. Die Farbfassung stammte von dem Maler Mathias Kobolt. Die Schmiedearbeiten entstanden im 18. Jahrhundert.
1806 wurde der Fischbrunnen an die Einmündung der Münstergasse in die Kaiserstraße▼ zum ersten Mal versetzt, um an dem bisherigen Standort einen neuen Bertoldsbrunnen als Huldigung an Karl Friedrich Großherzog von Baden mit der überlebensgroßen Figur von Bertold III. von Zähringen, seines Vorfahren, errichten zu können.
1851 entfernte man eine blecherne Fortuna, die als Windfahne gedient und eine verlorengegangene Schlussblume ersetzt hatte. An Stelle der Blechfigur erhielt der Fischbrunnen eine neue Kreuzblume.
Der Brunnentrog wurde 1869 erneuert und dann 1901 beim Bau der Straßenbahn verkleinert, um die Schienen um den Brunnen herum führen zu können. Bis 2017 machten die Straßenbahnschienen deshalb einen kleinen Bogen um den früheren Standort. An diesen Bogen erinnert heute noch der Verlauf des Freiburger Bächle auf der westlichen Straßenseite.
Die Architekturteile des Brunnens wurden 1914 durch Kopien ersetzt und die Originale in der Münsterbauhütte aufbewahrt; der Mittelteil ging 1951 an das Augustinermuseum. Am 23. November 1938 baute man den Fischbrunnen ganz ab, um für den zunehmenden Autoverkehr Platz zu schaffen; die Brunnenteile wurden im  Innenhof des Historischen Kaufhauses gelagert.
Aus Anlass der 850-Jahr-Feier der Stadt Freiburg im Jahr 1970 beschloss man, den Fischbrunnen an der heutigen Stelle ▼ in der Nordwestecke des Münsterplatzes vor dem Kornhaus ▼ als maßstabgerechte Kopie wieder zu errichten. Dabei erhielt er einen neuen, von dem Münsterwerkmeister Sepp Jakob entworfenen Brunnentrog. Bei den Statuetten handelt es sich um getreue Kopien der im Augustinermuseum verwahrten Originale.
Als Reminiszenz sei vermerkt, dass der Fischbrunnen 1949 zum Motiv einer Briefmarke der Französischen Besatzungszone Baden mit einem Wert von 30 + 50 Pfenning ausersehen war, die am 24. März 1949 erstmals ausgeben wurde. Die Briefmarke war Teil eines Viererblocks von Dauermarken aus der Serie Wiederaufbau der Stadt Freiburg im Breisgau. Die anderen drei Marken zeigen das Kornhaus (4 + 16 Pfenning), das Freiburger Münster (10 + 20 Pfenning) und einen Posaunenengel vom Münsterturm (20 + 30 Pfenning).

## Beschreibung
In dem achtseitigen Brunnentrog steht ein mächtiger mit Krabben verzierter Brunnenstock, um den herum übereinander je vier Statuetten in maßwerkgeschmückten Baldachinen gruppiert sind, und zwar: Im unteren Teil die Muttergottes mit Kind als Patronin des Münsters, daneben die Freiburger Stadtpatrone Georg (mit dem Freiburger Wappenschild) und Lambert von Lüttich (im Bischofsornat) sowie ein geharnischter Ritter mit dem österreichischen Bindenschild, wahrscheinlich Erzherzog Leopold III. von Habsburg (1351–1386), der vorderösterreichische Landesherr, dem seit 1368 auch Freiburg unterstand.

Statuen mit Bezug zu Freiburg
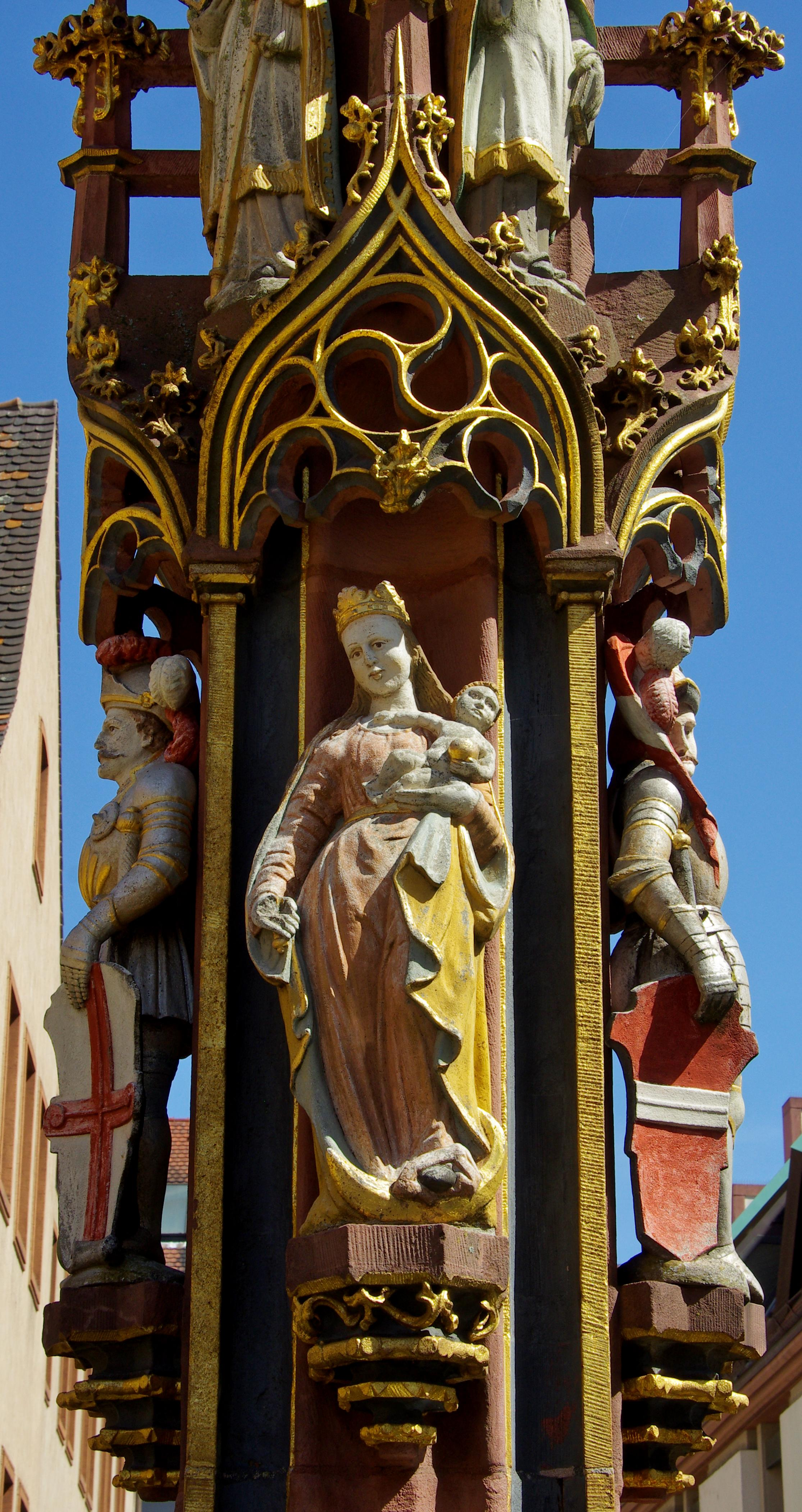
Maria mit Kind auf der Mondsichel als Patronin des Münsters
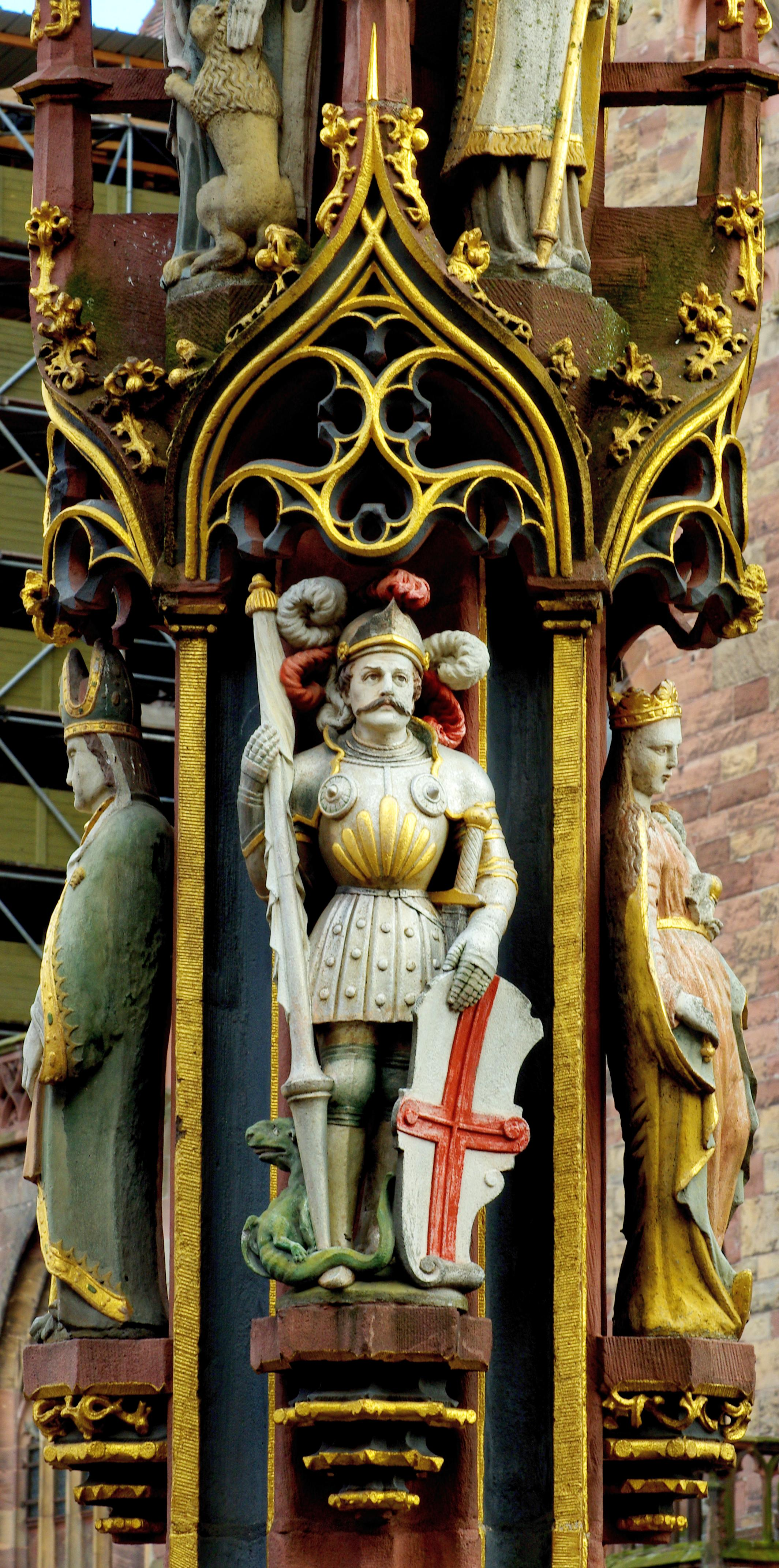
Stadtpatron Georg als Ritter mit dem Drachen und dem Stadtwappen
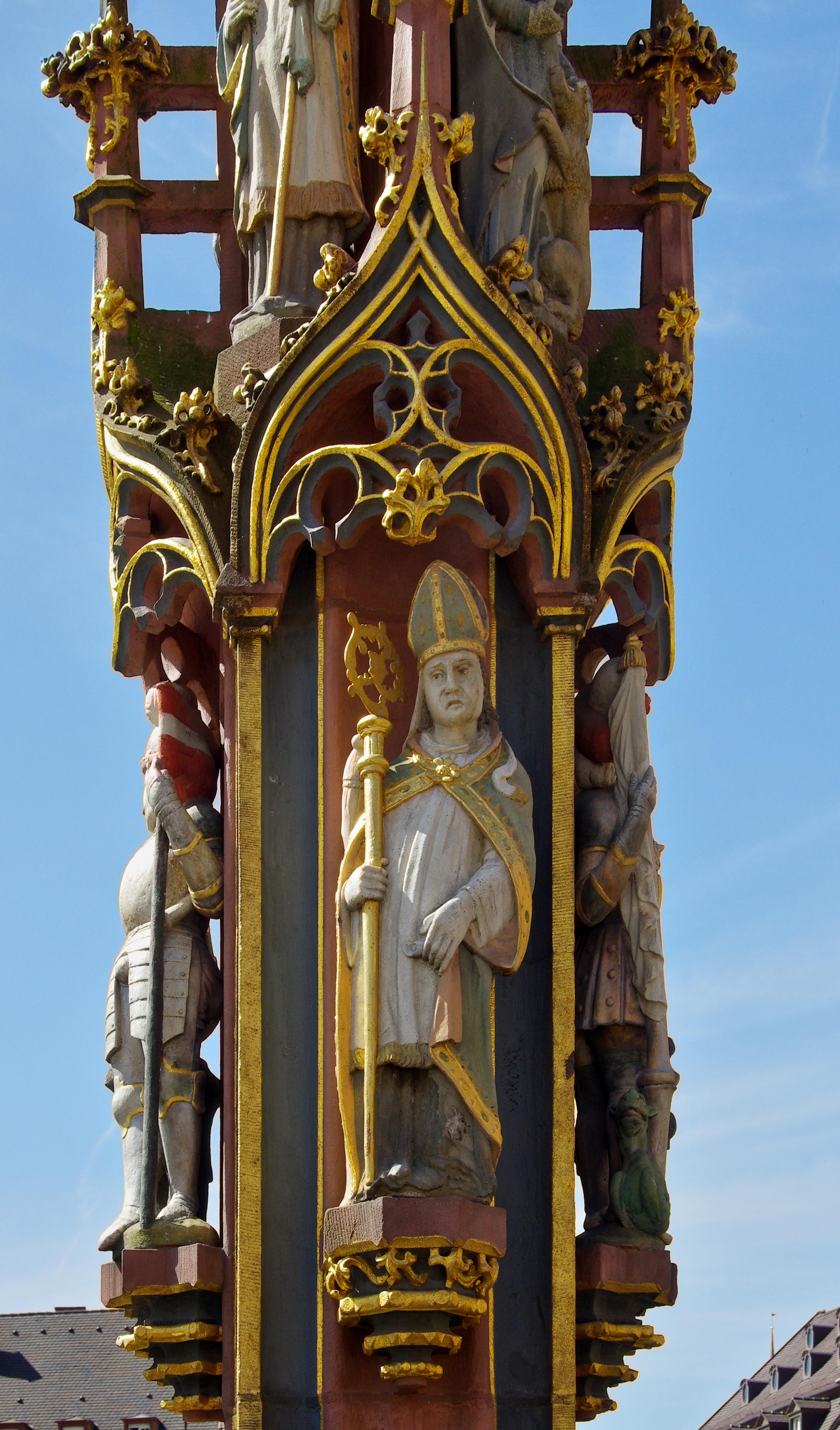
Stadtpatron Lambert von Lüttich (um 635–705) im Bischofsornat
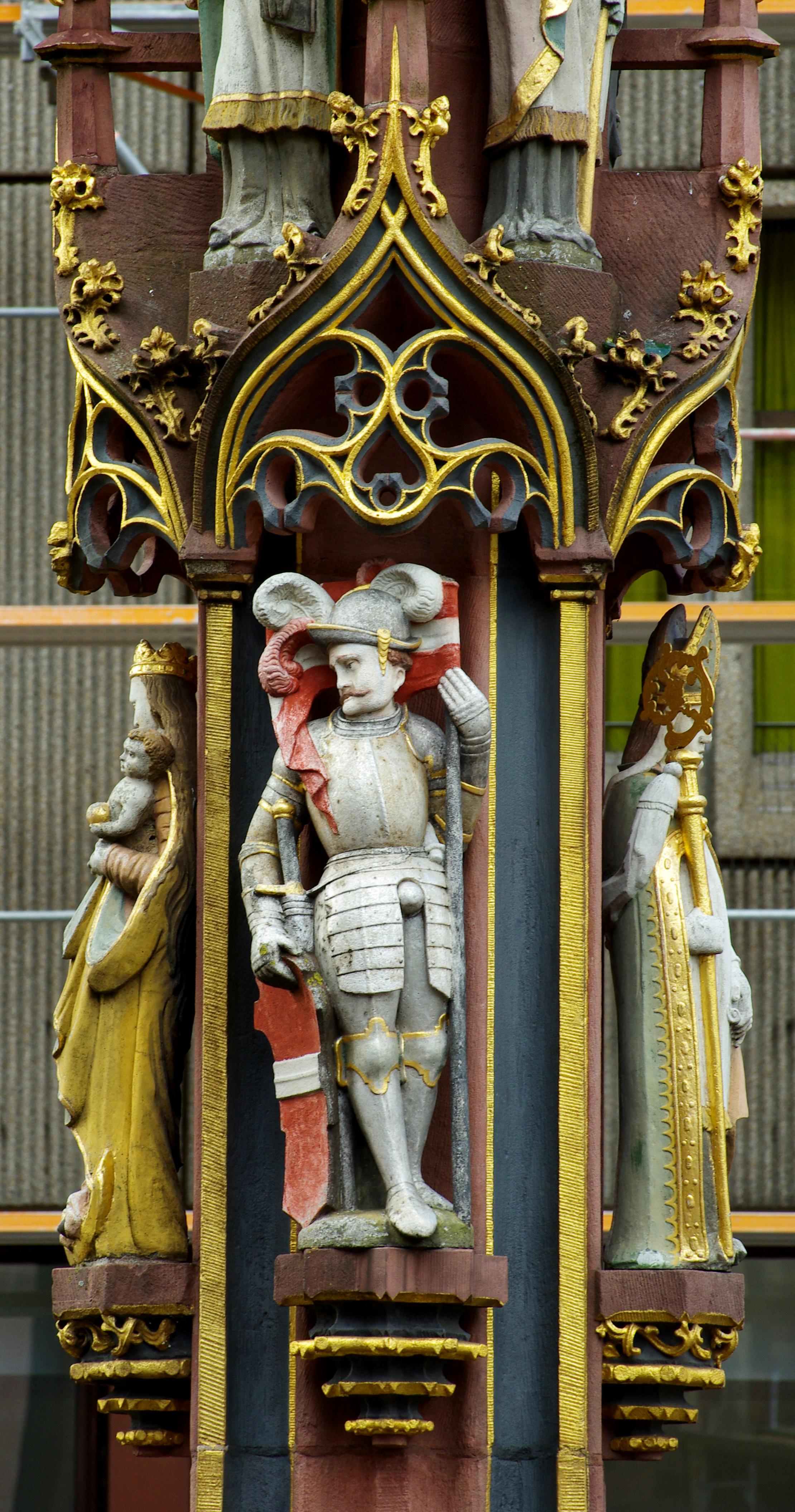
Leopold III. von Habsburg (1351–1386) in Rüstung mit dem österreichischen Bindenschild

Gegen die vereinzelt vertretene Ansicht, es handele sich bei dieser Figur in Ritterrüstung um Markgraf Leopold III. aus dem Haus der Babenberger (1073–1136), spricht die Tatsache, dass dieser Markgraf stets als friedliebender Herrscher in hermelinverzierter Fürstentracht und Markgrafenhut sowie mit den fünf Adlern des altösterreichischen Wappens oder als Klostergründer mit Kirchenmodell dargestellt wird, aber niemals in Ritterrüstung, wie dies der Ikonographie für Leopold III. von Habsburg entspricht; auch der Bindenschild passt nur zu dem Habsburger und nicht zu dem Babenberger. Für eine Darstellung von Leopold III. von Habsburg spricht außerdem seine besonders enge Beziehung zu Freiburg, das sich 1368 nach Freikauf von dem Freiburger Grafen Egino III. der Herrschaft des Hauses Habsburg unterstellt hatte. Leopold III. von Habsburg kämpfte 1386 mit Unterstützung durch die Freiburger Ritterschaft in der Schlacht bei Sempach gegen die Eidgenossen und fiel in dieser Schlacht, zusammen mit seinem Bannerträger, dem Freiburger Ritter Martin Malterer (vgl. das Denkmal auf der Schwabentorbrücke).

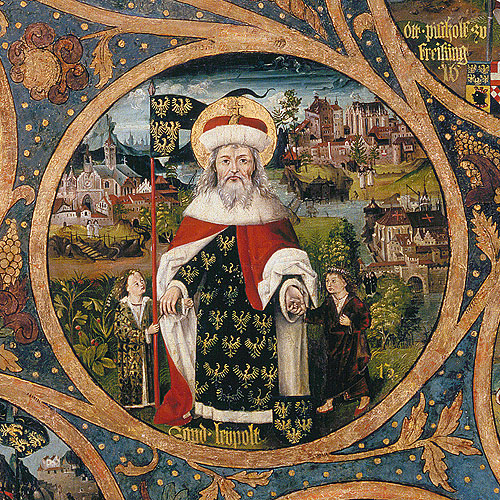
Markgraf Leopold III. Babenberger, vor Klosterneuburg (Babenberger Stammbaum, um 1490)
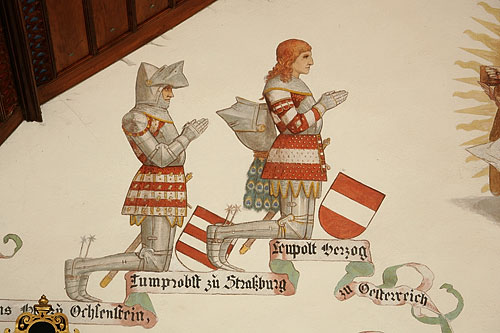
Erzherzog Leopold III. von Habsburg in Rüstung und mit Bindenschild in der Schlachtkapelle Sempach, hinter ihm Johann Freiherr von Ochsenstein
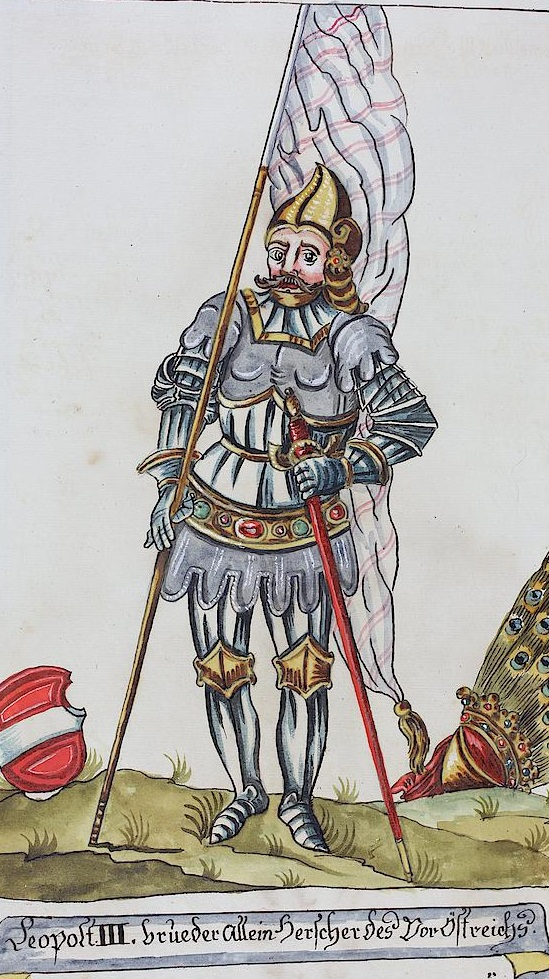
Erzherzog Leopold III. von Habsburg in Rüstung und mit Bindenschild (Chronik der Habsburger, der Zähringer und der Stadt Freiburg i. Br., 1798)
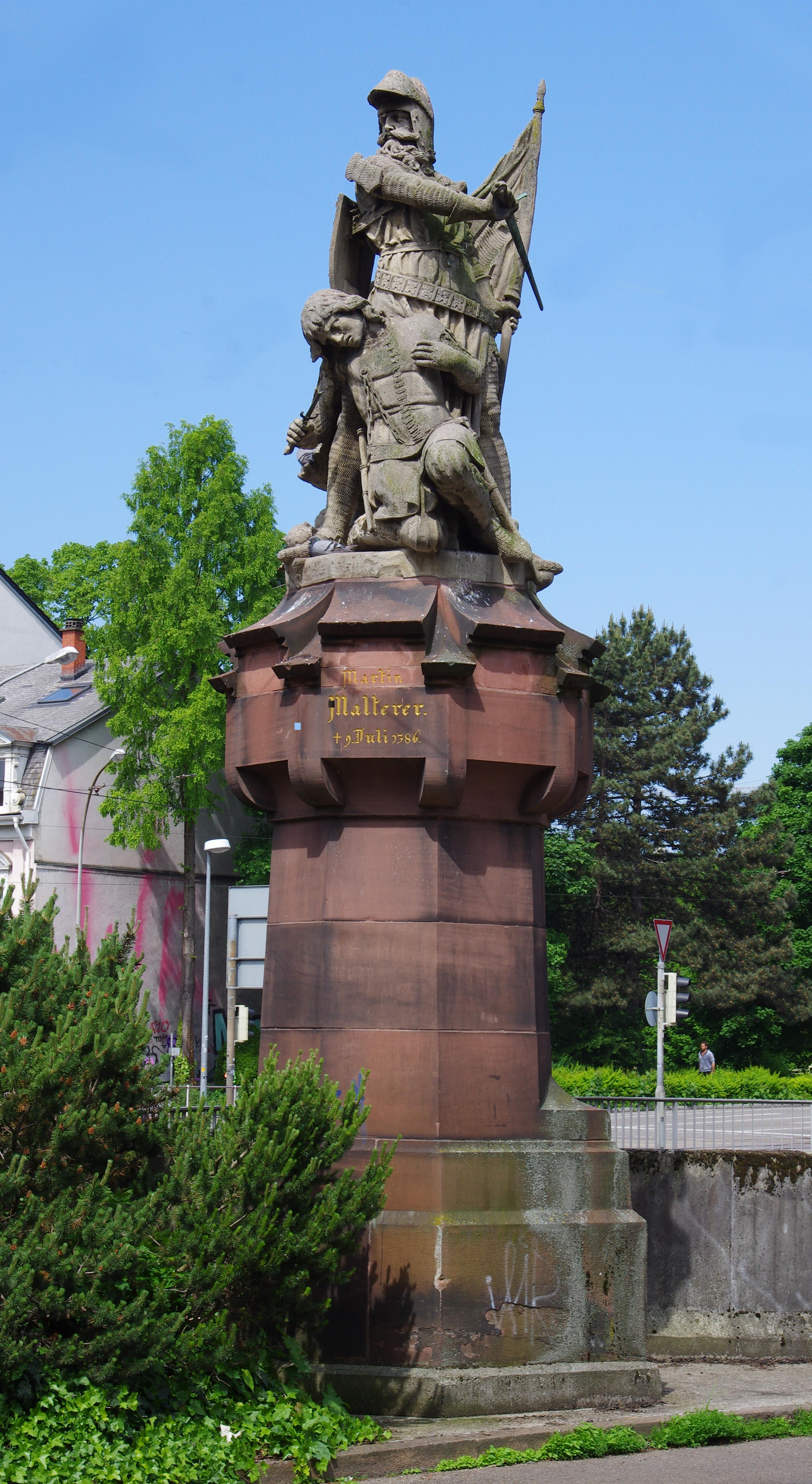
Der Freiburger Ritter Martin Malterer mit dem Freiburger Banner neben dem sterbenden Erzherzog Leopold III. von Habsburg. Denkmal von 1897, Schwabentorbrücke

Als die Brunnenfiguren im späten 15. Jahrhundert geschaffen (und im Jahr 1616 erneuert) wurden, kannte man erst die beiden Stadtpatrone Georg und Lambert, die neben Maria als Patronin des Freiburger Münsters auf dem Marktbrunnen darzustellen waren. Es lag damals also nahe, den im 14. Jahrhundert bei Sempach gefallenen, erst 36 Jahre alten Erzherzog Leopold III. von Habsburg als vierten Protektor Freiburgs abzubilden. Schließlich kann auch das Argument, bei dem Babenberger Leopold III. handele es sich um einen Heiligen und auf dem Brunnen seien auch sonst nur Heilige vertreten, widerlegt werden durch den Hinweis, dass seine Heiligsprechung erst 1485 erfolgte, also einige Jahre nach der Neugestaltung der Brunnenfiguren durch den Steinmetz Hans von Basel, der wahrscheinlich wiederum an das Vorbild der Figuren des Brunnens von 1446 gebunden war.
In der oberen Hälfte stehen die vier lateinischen Kirchenväter Hieronymus (mit dem Löwen), Papst Gregor der Große (mit Tiara), Ambrosius von Mailand (mit Bischofstab und Buch) und Augustinus von Hippo (mit Bischofstab und Herz in der Hand). Den Abschluss des Brunnenstocks bildet eine Kreuzblume.

Kirchenväter
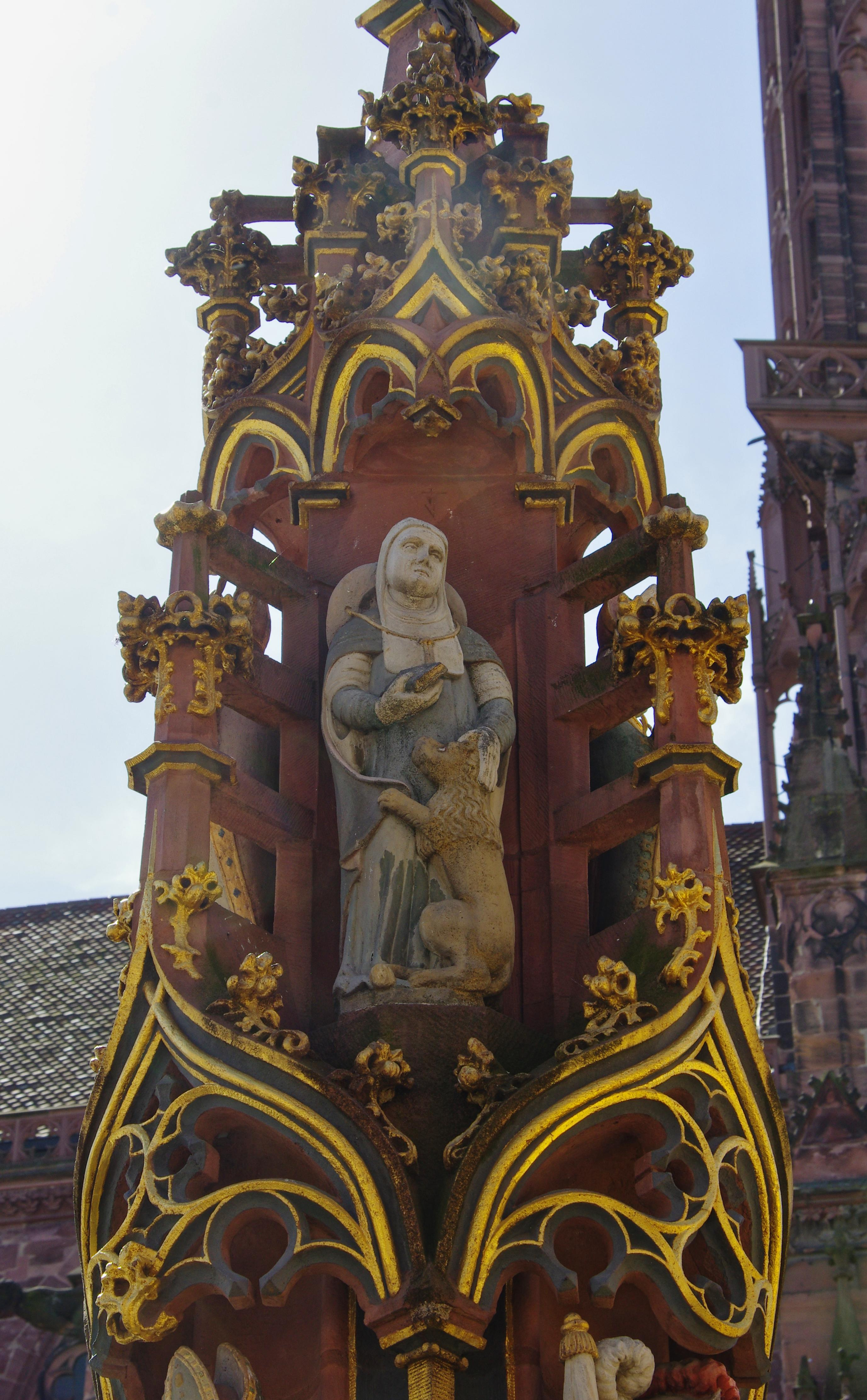
Hieronymus (mit dem Löwen)
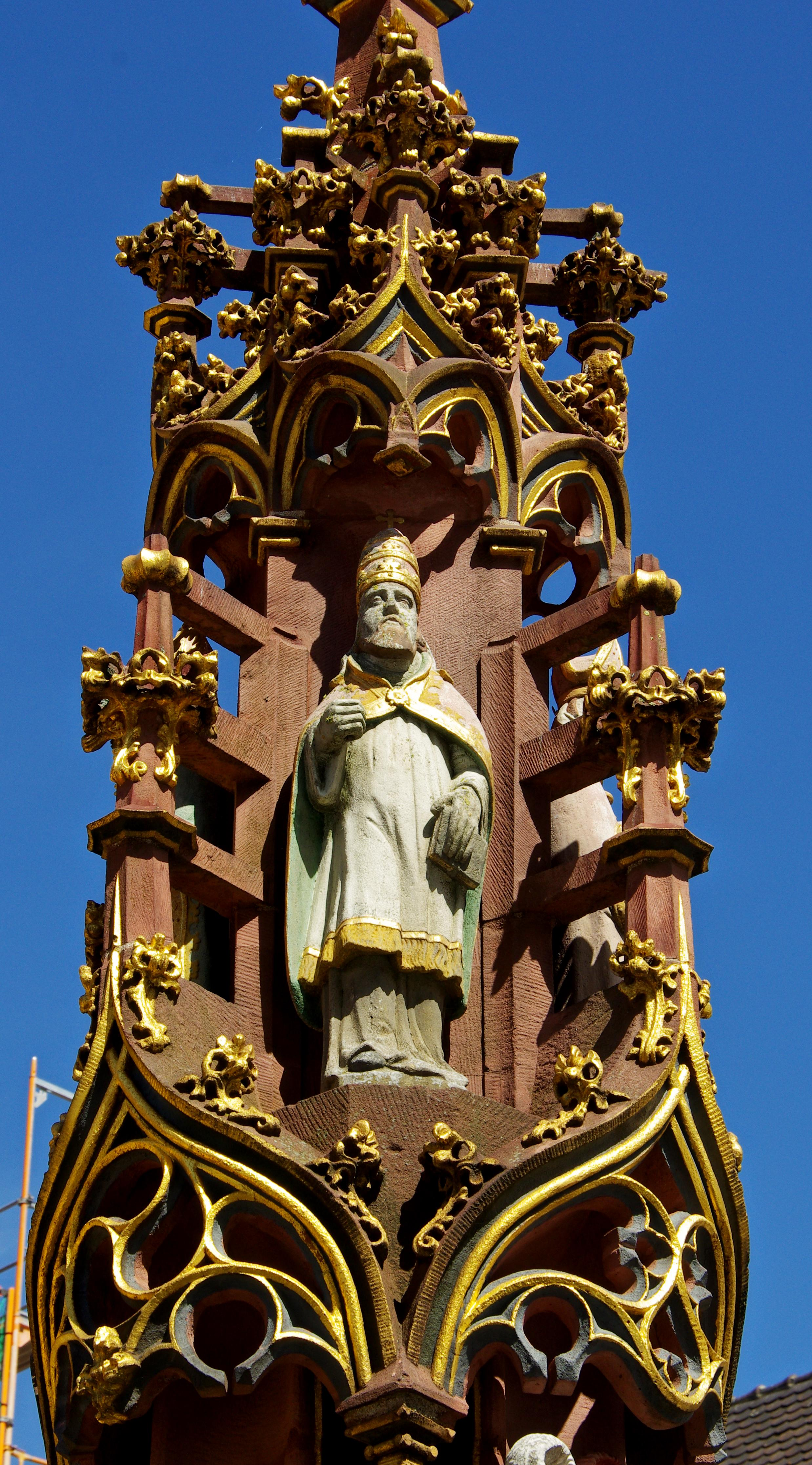
Papst Gregor der Große (mit Tiara)
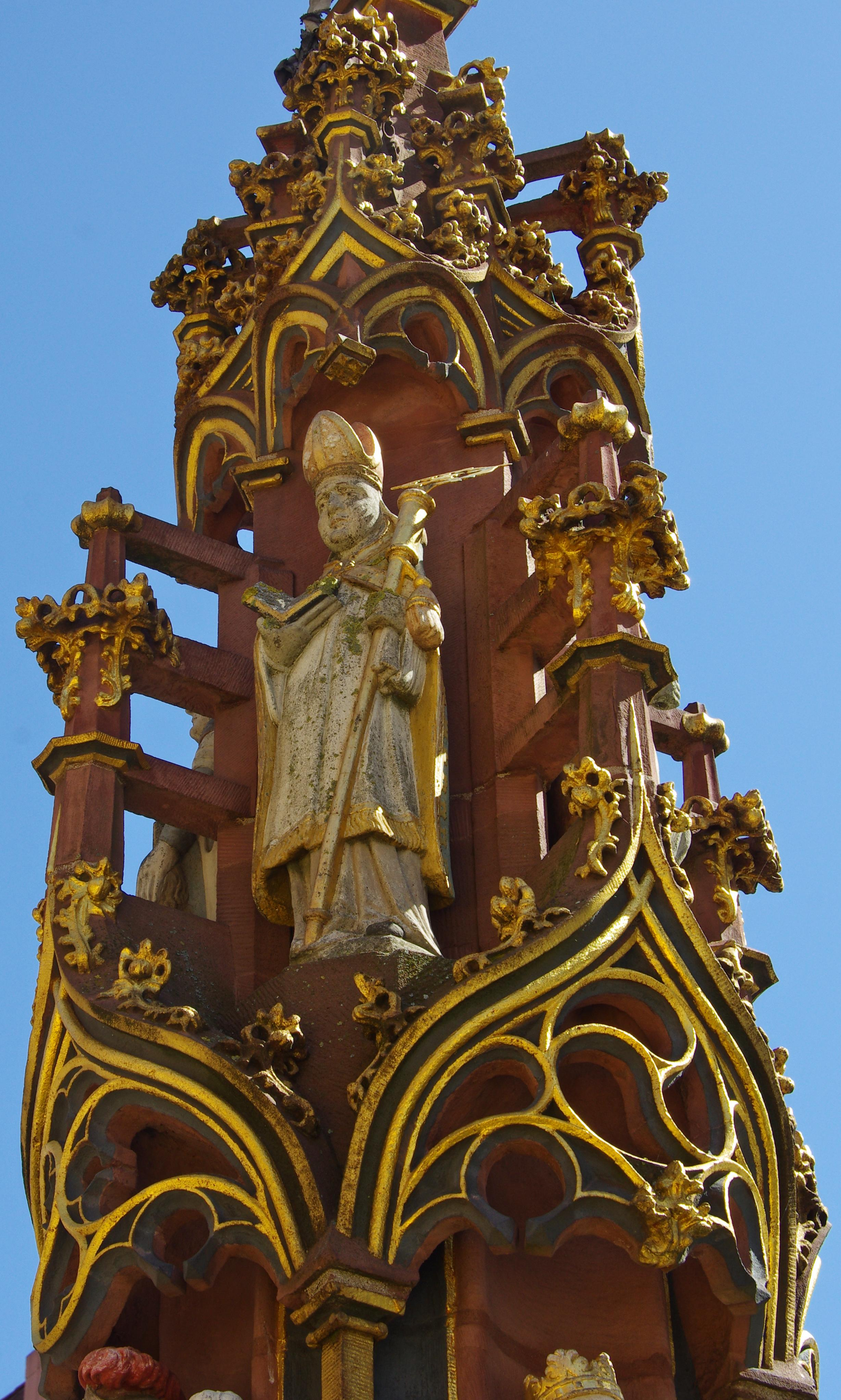
Ambrosius von Mailand (mit Bischofstab und Buch)
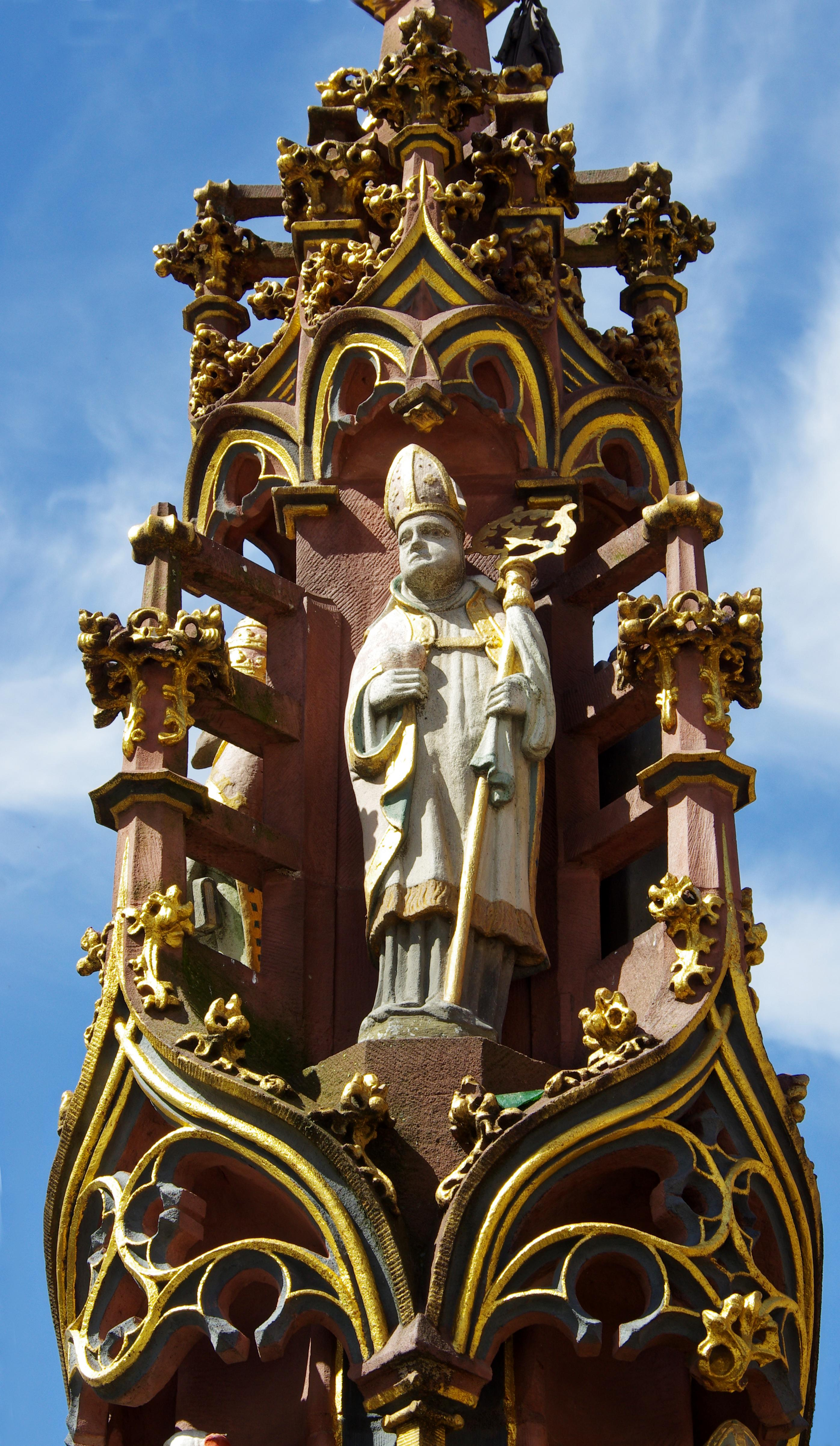
Augustinus von Hippo (im Bischofsornat mit Herz in der Hand)